# 4949 Akasofu
4949 Akasofu este un asteroid din centura principală, descoperit pe 29 noiembrie 1988, de Takuo Kojima.